# Ariamnes poele
Espèce
Ariamnes poele est une espèce d'araignées aranéomorphes de la famille des Theridiidae.

## Distribution
Cette espèce est endémique d'Hawaï. Elle se rencontre sur les îles de Molokai et de Maui.

## Description
Les mâles mesurent de 3,9 à 4,6 mm et les femelles de 6,6 à 8,2 mm.

## Publication originale
- Gillespie & Rivera, 2007 : Free-living spiders of the genus Ariamnes (Araneae, Theridiidae) in Hawaii. Journal of Arachnology, vol. 35, p. 11-37 (texte intégral).